# Bàsquet Manresa 2022-2023
Questa voce raccoglie le informazioni riguardanti il Bàsquet Manresa nelle competizioni ufficiali della stagione 2022-2023.

## Stagione
La stagione 2022-2023 del Bàsquet Manresa è la 49ª nel massimo campionato spagnolo di pallacanestro, la Liga ACB.

## Roster
Aggiornato al 8 giugno 2025.
| BAXI Manresa 2022-23 | BAXI Manresa 2022-23 |
| Giocatori            | Staff tecnico        |
| -------------------- | -------------------- |

| N. | Naz.                                           | Ruolo | Nome                | Anno | Alt.   | Peso   |  |
| -- | ---------------------------------------------- | ----- | ------------------- | ---- | ------ | ------ |  |
| 0  | Senegal (bandiera)                             | P     | Brancou Badio       | 1999 | 191 cm | 85 kg  |  |
| 00 | Stati Uniti (bandiera)                         | AG    | Devin Robinson      | 1995 | 203 cm | 91 kg  |  |
| 1  | Polonia (bandiera)                             | AP    | Adam Waczyński      | 1989 | 199 cm | 96 kg  |  |
| 2  | Italia (bandiera)                              | G     | Giordano Bortolani  | 2000 | 194 cm | 85 kg  |  |
| 3  | Stati Uniti (bandiera)                         | P     | Jerrick Harding     | 1998 | 185 cm | 82 kg  |  |
| 4  | Rep. Dominicana (bandiera) · Spagna (bandiera) | AC    | Tyson Pérez         | 1996 | 202 cm | 97 kg  |  |
| 5  | Spagna (bandiera)                              | G     | Guillem Jou (C)     | 1997 | 196 cm | 80 kg  |  |
| 6  | Spagna (bandiera)                              | P     | Dani García         | 1998 | 185 cm | 80 kg  |  |
| 11 | Estonia (bandiera)                             | C     | Matthias Tass       | 1999 | 208 cm | 111 kg |  |
| 12 | Lettonia (bandiera)                            | AG    | Mārcis Šteinbergs   | 2001 | 208 cm | 85 kg  |  |
| 13 | Gambia (bandiera) · Spagna (bandiera)          | A     | Musa Sagnia         | 2003 | 201 cm |        |  |
| 16 | Mali (bandiera) · Spagna (bandiera)            | C     | Ladji Coulibaly     | 2006 | 209 cm | 90 kg  |  |
| 17 | Serbia (bandiera)                              | AC    | Aleksandar Bursać   | 1995 | 205 cm | 93 kg  |  |
| 17 | Stati Uniti (bandiera) · Italia (bandiera)     | P     | Frankie Ferrari     | 1995 | 185 cm | 88 kg  |  |
| 19 | Finlandia (bandiera)                           | AP    | Elias Valtonen      | 1999 | 201 cm | 90 kg  |  |
| 21 | Sierra Leone (bandiera)                        | C     | Babatunde Olumuyiwa | 1992 | 203 cm | 100 kg |  |
| 22 | Argentina (bandiera) · Polonia (bandiera)      | AP    | Juan Pablo Vaulet   | 1996 | 199 cm | 91 kg  |  |
| 23 | Lituania (bandiera)                            | C     | Martinas Geben      | 1994 | 208 cm | 114 kg |  |
| 24 | Stati Uniti (bandiera)                         | AG    | Jordan Caroline     | 1996 | 200 cm | 107 kg |  |
| 24 | Stati Uniti (bandiera)                         | C     | Marcus Lee          | 1994 | 211 cm | 102 kg |  |
| 41 | Stati Uniti (bandiera) · Croazia (bandiera)    | C     | Justin Hamilton     | 1990 | 213 cm | 116 kg |  |
| 55 | Spagna (bandiera)                              | P     | Daniel Pérez        | 1990 | 187 cm | 85 kg  |  |

| Allenatore                                                                       |
| - Pedro Martínez                                                                 |
| Assistente/i                                                                     |
| - Salva Camps - Marc Estany Legenda - (C) Capitano - (IN) Inattivo - Infortunato |

## Mercato

### Sessione estiva
| Acquisti | Acquisti            | Acquisti        | Acquisti      | Acquisti |
| R.a      | Nome                | da              | Modalità      |          |
| -------- | ------------------- | --------------- | ------------- | -------- |
| P        | Jerrick Harding     | Nymburk         | svincolato    |          |
| P        | Marc Peñarroya      | Palma           | fine prestito |          |
| G        | Giordano Bortolani  | Olimpia Milano  | prestito      |          |
| A        | Pau Treviño         | Navarra         | fine prestito |          |
| AC       | Tyson Pérez         | Andorra         | prestito      |          |
| C        | Justin Hamilton     | Beijing Ducks   | svincolato    |          |
| C        | Marcus Lee          | Leones de Ponce | svincolato    |          |
| C        | Babatunde Olumuyiwa | Andorra         | svincolato    |          |

| Cessioni | Cessioni          | Cessioni             | Cessioni          | Cessioni |
| R.       | Nome              | a                    | Modalità          |          |
| -------- | ----------------- | -------------------- | ----------------- | -------- |
| P        | Sylvain Francisco | Peristeri            | fine contratto    |          |
| P        | Toni Naspler      | Zamora               | prestito          |          |
| P        | Marc Peñarroya    | Oviedo               | prestito          |          |
| G        | Rafael Martínez   |                      | ritirato          |          |
| G        | Joe Thomasson     | Zenit S. Pietroburgo | fine contratto    |          |
| A        | Pau Treviño       | Navarra              | riscatto prestito |          |
| AG       | Luke Maye         | Fundación Granada    | rescissione       |          |
| AG       | Chima Moneke      | Sacramento Kings     | fine contratto    |          |
| C        | Ismaël Bako       | Virtus Bologna       | rescissione       |          |
| C        | Yankuba Sima      | Reyer Venezia        | fine contratto    |          |

### Dopo l'inizio della stagione
| Acquisti | Acquisti          | Acquisti         | Acquisti         | Acquisti   |
| R.       | Nome              | da               | Data             | Modalità   |
| -------- | ----------------- | ---------------- | ---------------- | ---------- |
| AP       | Adam Waczyński    | Free agent       | 23 ottobre 2022  | svincolato |
| AC       | Aleksandar Bursać | Girona           | 28 ottobre 2022  | svincolato |
| P        | Frankie Ferrari   | Saragozza        | 12 novembre 2022 | svincolato |
| C        | Matthias Tass     | Aquila Trento    | 13 novembre 2022 | prestito   |
| AG       | Jordan Caroline   | Melbourne United | 17 novembre 2022 | svincolato |
| C        | Martinas Geben    | Free agent       | 11 dicembre 2022 | svincolato |
| AG       | Devin Robinson    | Free agent       | 12 dicembre 2022 | svincolato |

| Cessioni | Cessioni           | Cessioni          | Cessioni         | Cessioni       |
| R.       | Nome               | a                 | Data             | Modalità       |
| -------- | ------------------ | ----------------- | ---------------- | -------------- |
| C        | Justin Hamilton    | Free agent        | 15 ottobre 2022  | rescissione    |
| AC       | Aleksandar Bursać  | MZT Skopje        | 12 novembre 2022 | fine contratto |
| C        | Marcus Lee         | Melbourne United  | 16 novembre 2022 | rescissione    |
| G        | Giordano Bortolani | Olimpia Milano    | 24 novembre 2022 | fine prestito  |
| AP       | Elias Valtonen     | Rostock Seawolves | 5 dicembre 2022  | prestito       |
| AG       | Jordan Caroline    | Fuenlabrada       | 31 dicembre 2022 | rescissione    |
| AC       | Tyson Pérez        | Andorra           | 13 gennaio 2023  | fine prestito  |
| C        | Matthias Tass      | Aquila Trento     | 28 aprile 2023   | fine prestito  |